# Boeing 717

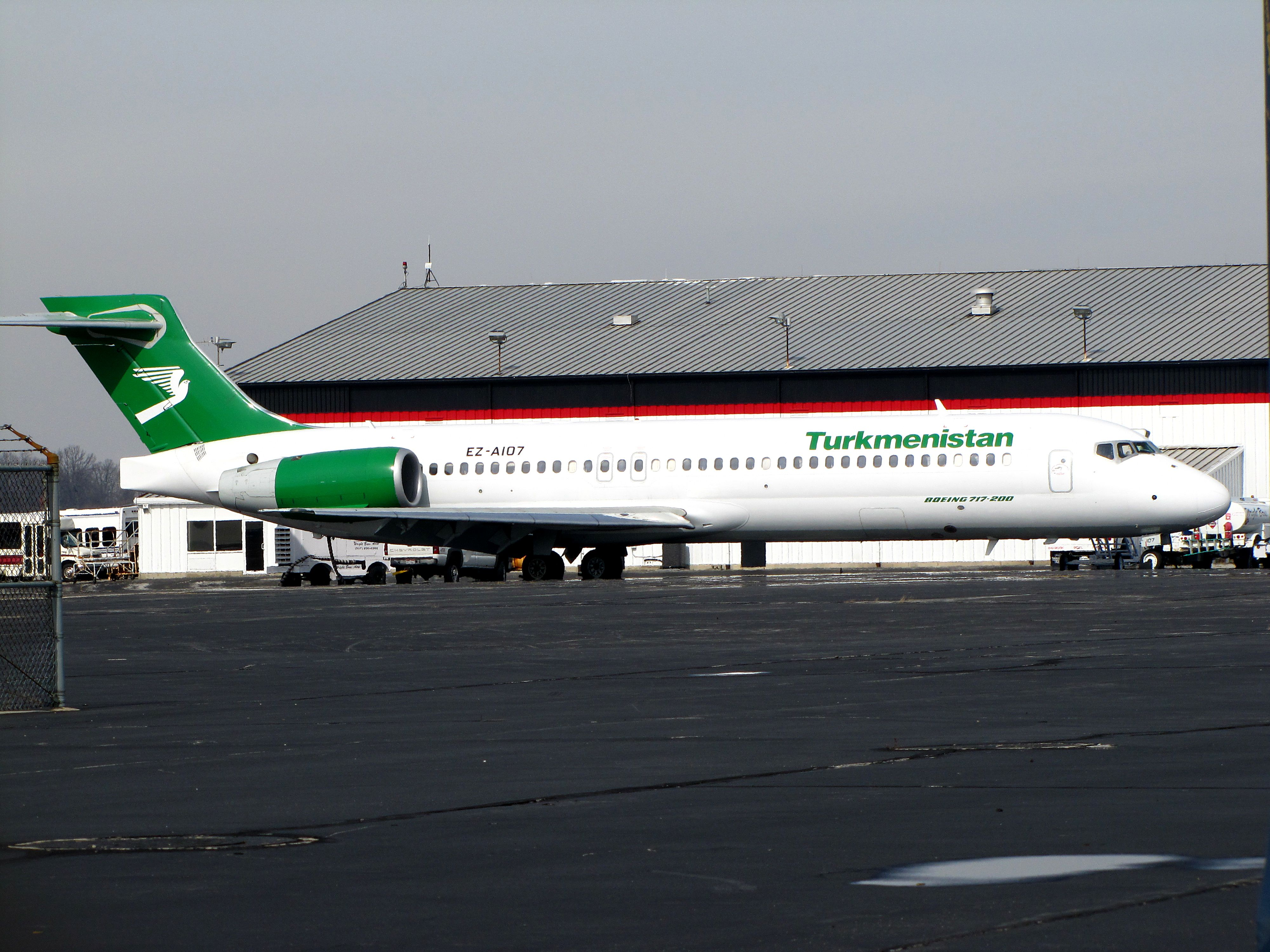
Boeing 717-200 w barwach Turkmenistan Airlines

Boeing 717 – samolot z rodziny DC-9/MD-80/MD-90. Jest jedynym liniowcem Douglasa, którego produkcja po połączeniu Boeinga z McDonnell Douglas w 1997 roku została utrzymana. Jest to 100-miejscowy samolot przeznaczony do eksploatacji na krótkich trasach regionalnych.

## Historia
McDonnell Douglas po raz pierwszy poinformował o MD-95 na paryskich pokazach lotniczych w czerwcu 1991 roku. W tym czasie firma ta zakładała początek programu na koniec 1991 roku i pierwszy lot w czerwcu 1994 roku. Plan ten okazał się niemożliwy do zrealizowania i program ruszył dopiero w październiku 1995 roku, kiedy linia ValuJet (obecnie AirTran Airlines) zamówiła 50 sztuk z opcją zakupu kolejnych 50 egzemplarzy.
W styczniu 1998 roku firma Boeing (już po fuzji z McDonnell Douglas z sierpnia 1997 roku) po raz kolejny wprowadziła konstrukcję na rynek – tym razem jako model 717-200. Było to drugie użycie oznaczenia 717, gdyż wcześniej numer ten był przeznaczony dla wojskowej rodziny C-135/KC-135. Pierwszy lot 717-200 odbył się 2 września 1998 roku. Maszyna uzyskała certyfikat 1 września 1999 roku i wkrótce potem, 23 września, miała miejsce pierwsza dostawa – do AirTran Airlines.

## Wersje
Samolot ten oferowany był w standardowej wersji 717-200BGW (Basic Gross Weight) oraz w wersji o wydłużonym zasięgu 717-200HGW (High Gross Weight). Dodatkowo, trwały prace nad skróconym 80 miejscowym 717-100 (wcześniej MD-95-20) oraz wydłużonym 120 miejscowym 717-300 (wcześniej MD-95-50). W efekcie powstała wersja odrzutowca dyspozycyjnego (business jet).

## Technika
Dwuosobowa kabina załogi Boeinga 717 zawiera awionikę, zaczerpniętą z rodziny MD-11. Informacje generowane przez dwa zintegrowane komputery docierają do pilotów poprzez 6 płaskich paneli ciekłokrystalicznych (LCD). Zastosowano 6 systemów wspomagających pilotów.

## Produkcja
W proces produkcyjny samolotu zaangażowanych było wiele firm z całego świata, wśród nich: Alenia (kadłub), Korean Air (dziób), AIDC, Taiwan (część ogonowa), ShinMaywa, Japonia (pylony silników oraz stabilizatory poziome), Israel Aircraft Industries (podwozie) oraz Fischer, Austria (wnętrze). Końcowy montaż płatowca odbywał się  w fabryce Boeinga w Long Beach, w budynku, w którym produkowane były DC-9 oraz MD-80. Znajdowała się tam ruchoma linia konstrukcyjna, gdzie składany egzemplarz przesuwał się z prędkością kilku centymetrów na godzinę wzdłuż stanowisk montażu.
Na początku 2005 roku zarząd firmy Boeing podjął decyzję o zakończeniu produkcji samolotu Boeing 717. Produkcja trwała do roku 2006, kiedy to z taśmy produkcyjnej zjechał ostatni egzemplarz przeznaczony dla AirTran Airways. Decyzja ta została podjęta w związku z faktem, iż ówczesne zapotrzebowanie rynku na 717-ki nie wskazywało na potrzebę kontynuacji produkcji. Zamiast tego, Boeing skupił się na ofercie związanej z modelem 737 Next Generation, który w jednej z wersji występuje w wariancie 100 miejscowym.
We wrześniu 2012 sześciu użytkowników posiadało 143 sztuki modelu 717-200: Southwest Airlines (88 sztuk w barwach AirTran Airways), Hawaiian Airlines (18), Cobham Aviation Services Australia (13 na rzecz QantasLink), Blue1 (9), Volotea (9), Turkmenistan Airlines (6). 88 sztuk należących do Southwest trafiło od 2013 roku do Delta Air Lines. W 2023 roku trzy linie użytkowały łącznie 105 sztuk: Delta Air Lines (70), Hawaiian Airlines (19), National Jet Systems jako QantasLink (16).

## Parametry samolotu
| Porównywane modele             | Basic Gross Weight                                        | High Gross Weight                                         |
| ------------------------------ | --------------------------------------------------------- | --------------------------------------------------------- |
| Kabina pasażerska              | 106 miejsc w typowym układzie, tylko 2 klasa              | 106 miejsc w typowym układzie, tylko 2 klasa              |
| Powierzchnia bagażowa          | 26,5 m²                                                   | 20,7 m²                                                   |
| Jednostki napędowe             | Dwa silniki Rolls Royce BR715-A1-30 o ciągu 8325 kG każdy | Dwa silniki Rolls Royce BR715-C1-30 o ciągu 9450 kG każdy |
| Maksymalna ilość paliwa        | 11 162 kg                                                 | 13 381 kg                                                 |
| Maksymalna masa startowa       | 49 895 kg                                                 | 54 885 kg                                                 |
| Zasięg maksymalny              | 2645 km na wysokości 10 260 m                             | 3815 km na wysokości 10 260 m                             |
| Typowa prędkość podróżna       | 806 km/h (0,77 M)                                         | 806 km/h (0,77 M)                                         |
| Rozpiętość skrzydeł            | 28,4 m                                                    | 28,4 m                                                    |
| Długość                        | 37,8 m                                                    | 37,8 m                                                    |
| Wysokość statecznika pionowego | 8,9 m                                                     | 8,9 m                                                     |

## Wypadki i zdarzenia
- 28 czerwca 2023 samolot linii Delta relacji Atlanta (w stanie Georgia) – Charlotte (w stanie Karolina Północna) w locie nr DL1092[4][5][6] wylądował w porcie docelowym mając niesprawne podwozie przednie[7]. Pasażerom i załodze (101 osób)[8] nie stało się nic[9].